# Antoine-Louis-Claude Destutt de Tracy
Antoine-Louis-Claude Destutt de Tracy, conte di Tracy (Parigi, 20 luglio 1754 – Parigi, 9 marzo 1836), è stato un nobile e filosofo francese appartenente alla corrente filosofica di derivazione illuministica detta degli idéologues.

## Biografia

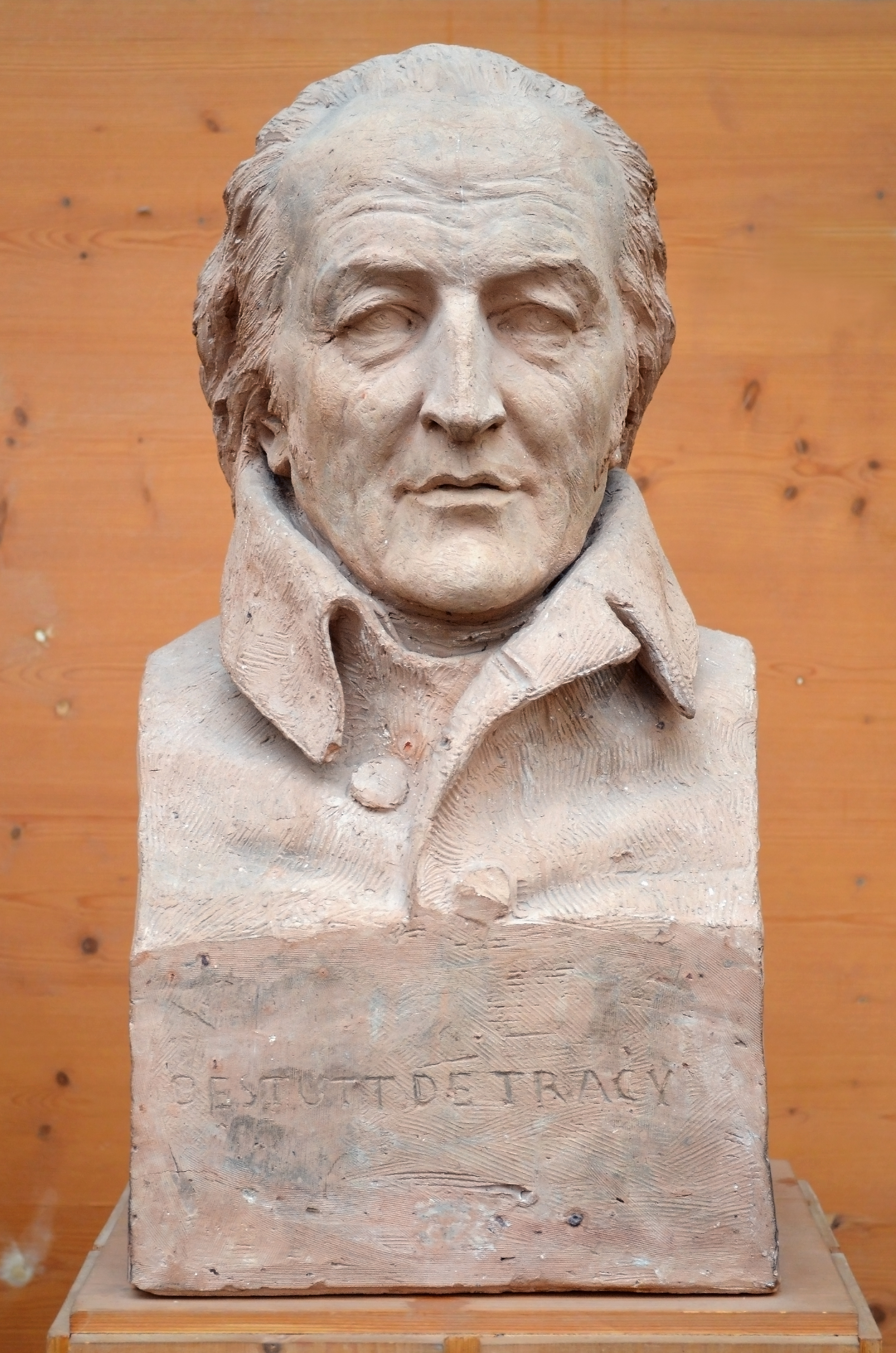
Destutt de Tracy, David d'Angers (1837).

Alla morte di suo nonno, nel 1776, Destutt de Tracy divenne conte di Tracy e fu iniziato alla massoneria, all'età di ventidue anni, nella loggia "La Candeur", del Grande Oriente di Francia. In seguito egli stesso, in seno al reggimento omonimo di cui ebbe il comando, creò la loggia "Bellone de Penthièvre Infanterie" della quale fu  Maestro venerabile.
Agli inizi della Rivoluzione francese, il conte Destutt de Tracy, colonnello del reggimento reale del Penthièvre, eletto nel 1789 agli inizi della Rivoluzione francese agli Stati generali come rappresentante della nobiltà e del clero del Borbonese, appoggiò fin dal primo momento le richieste del Terzo Stato per la soppressione dei privilegi feudali.
Nominato maresciallo di campo da La Fayette nel 1792, ritornò alla vita civile dopo il 10 agosto 1792.
Durante il Terrore, il 2 novembre 1793, per il suo proclamato riformismo viene incarcerato come sospetto controrivoluzionario. Detenuto per undici mesi si dedicò allo studio della filosofia di Locke e Condillac.
Con la reazione termidoriana gli vennero riconosciuti i meriti della sua azione politica moderata con la nomina a membro del consiglio per la pubblica istruzione.
Nominato senatore abbandonò la carica dopo il Colpo di Stato del 18 brumaio 1799 giudicando traditi i suoi ideali dal colpo di stato di Napoleone.
Nominato dall'imperatore conte dell'Impero ed eletto nel 1808 membro dell'Accademia francese, Destutt de Tracy si fece promotore nel 1814 della richiesta di destituzione di Napoleone.
Attivo sostenitore della libertà dei neri, fu amico personale di Thomas Jefferson, il quale fece pubblicare negli Stati Uniti nel 1811 la sua opera Commentario allo 'Spirito delle leggi', pubblicata in Francia solo nel 1827, dove si dava una nuova interpretazione delle teorie di economia politica di Montesquieu.
Destutt de Tracy era già noto in Francia per le opere a contenuto politico filosofico tra cui Sulla facoltà di pensare (1796) e Elementi di ideologia (4 voll. 1801-1815), successivamente ristampati nel 1832 con il titolo Trattato di economia politica dove sono esposti i fondamenti della sua dottrina.

## Gliidéologues

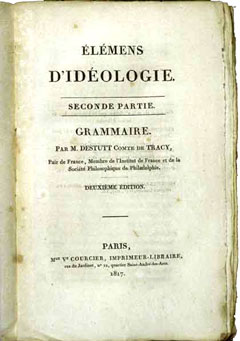
Elementi d'ideologia (1825-27)

Nella Francia agli inizi del XIX secolo, gli "ideologi" (les idéologues) erano quei giuristi, medici, tecnici e insegnanti legati alla cultura illuminista che furono considerati da Napoleone Bonaparte, nel momento della sua assunzione al potere assoluto, "dottrinari sostenitori di idee astratte", dediti ad un'inutile e vuota speculazione.
Il significato originario del termine ideologia creato da Destutt de Tracy nel 1796 nell'opera Mémoire sur la faculté de penser con il significato di un metodo del corretto ragionare, discorso razionale sulle idee, assunse con Napoleone - che non aveva più bisogno di atteggiarsi a sostenitore delle idee illuministe di questi ideologi, progressisti atei e razionalisti, delle quali si era servito agli inizi della sua carriera - un significato peggiorativo in un suo noto discorso del 1812:
«È alla ideologia, a questa tenebrosa metafisica che ricercando con sottigliezza le cause originarie, vuole su tali basi fondare la legislazione dei popoli in luogo di adattare le leggi alla conoscenza del cuore dell'uomo e alle lezioni della storia, che vanno attribuiti tutti i mali che ha provato la nostra bella Francia.»
Erano intellettuali che perseguivano ideali politici miranti a un riformismo su base laica e anti-autoritaria e contrari - pertanto - al fanatismo e al dispotismo. Particolarità delle loro ricerche era l'analisi dei fenomeni mentali e sensoriali per la fondazione di una gnoseologia sensista.
Oltre allo stesso Destutt de Tracy gli esponenti più importanti di questo movimento di pensiero furono il suo amico Pierre Jean Georges Cabanis, Marie-Francois-Pierre Maine de Biran e Victor Cousin.

## Il pensiero
È negli Elementi che compare la sua definizione di ideologia come «scienza dell'origine e della formazione delle idee» contrapponendosi ai filosofi illuministi precedenti, i philosophes, i filosofi, autori di grandi teorie che apparivano dei romans, romanzi distaccati dalla realtà.
Partendo dalle teorie sensistiche radicali di Condillac per il quale non esistevano idee innate poiché esse avevano tutte origine dalla sensazione e che sosteneva che tutte le facoltà umane erano riconducibili a forme di sensibilità e quindi alla fisiologia, Destutt de Tracy si sforzava di creare una scienza esatta della morale, della politica e dell'economia.
Destutt de Tracy si dedicò anche allo studio di problemi logico-linguistici convincendosi che dalle forme particolari dei vari linguaggi si potesse arrivare a degli elementi strutturali semplici che si ripetono costantemente e che possiamo utilizzare per la formazione di quelle idee che sono alla base della composizione dei segni linguistici. L'analisi del linguaggio, inteso non come costruzione artificiale, ma come organizzazione razionalmente ordinata è il fondamento della conoscenza scientifica.

## Opere
- M. de Tracy à M. Burke (1785-95). Testo francese in linea
- Quels sont les moyens de fonder la morale chez un peuple (1897-98). Testo francese in linea
- Analyse de l'Origine de tous les cultes, par le citoyen Dupuis, et de l'abrégé qu'il a donné de cet ouvrage (1799; 1804). Testo francese in linea
- Projet d'éléments d'idéologie à l'usage des écoles centrales de la République française (1800). Testo francese in linea
- Observations sur le système actuel d'instruction publique (1800).
- Principes logiques, ou Recueil de faits relatifs à l'intelligence humaine (1817). Testo francese in linea
- Traité de la volonté et de ses effets (1818). Réédition: Slatkine, Genève 1984. Testo francese in linea
- Commentaire sur l'Esprit des lois de Montesquieu, par M. le Cte Destutt de Tracy, suivi d'observations inédites de Condorcet sur le 29e livre du même ouvrage, et d'un mémoire sur cette question: quels sont les moyens de fonder la morale d'un peuple, écrit et publié par l'auteur du commentaire de l'Esprit des lois en 1798 (1819). Réédition: Fayard, Paris 1994. Testo francese in linea
- Traité d'économie politique (1822). Testo francese in linea
- Élémens d'idéologie (4 volumes, 1825-27). En 4 parties publiées précédemment en 3 volumes séparés: I. Idéologie proprement dite; II. Grammaire; III-IV. De la logique. Testo francese in linea: ,  et
- Mémoire sur la faculté de penser; De la métaphysique de Kant et autres textes, Fayard, Paris 1992.
- Lettres à Joseph Rey: 1804-1814, Droz, Genève; Champion, Paris 2003.
- De l'amour, publié pour la première fois en français avec une introduction sur Stendhal et Destutt de Tracy, par Gilbert Chinard, Les belles lettres, Paris 1926 [ritraduzione in francese del testo italiano a sua volta tradotto da Giuseppe Compagnoni nel 1819].
- De l'amour (1813). Texte original en langue française, introduction, édition et notes par Claude Jolly, Vrin, Paris 2006 [prima edizione del testo originale dell'autore, che si credeva perduto, riscoperto dal curatore nel giugno del 2003: cfr. qui pp. 9-11].